# ノーザン・ロッキーズ地域自治体
ノーザン・ロッキーズ地域自治体（ノーザン・ロッキーズちいきじちたい、英: Northern Rockies Regional Municipality, NRRM）は、ブリティッシュコロンビア州の地方行政区のひとつである地区自治体。旧名はノーザン・ロッキーズ地域（Northern Rockies Regional District, NRRD）。州内の北東端に位置しアルバータ州やユーコン準州、ノースウェスト準州と接している。

## 主な都市
- フォート・ネルソン（Fort Nelson）